# Fyrtaarnets Hemmelighed
Fyrtaarnets Hemmelighed er en dansk stumfilm fra 1914 med manuskript af C.F. Lerche.

## Handling
Denne artikel mangler et handlingsreferat. Hjælp os med at skrive det.

## Medvirkende
- Carl Johan Lundkvist - Fyrmester Ole Svendsen
- Agnes Nørlund - Karen, fyrmesterens steddatter
- Peter Malberg - Godsejeren
- Gustav Helios - Anfører for banden
- Tronier Funder - Telegrafisten
- Peter Kjær - Ågerkarlen
- Oscar Nielsen